# Настуєв Мусса Мухамедович
Мусса Мухамедович Настуєв (нар. 22 січня 1976) — російсько-український дзюдоїст.

## Досягнення
| Рік  | Турнір            | Місце | Вагова категорія        |
| ---- | ----------------- | ----- | ----------------------- |
| 2004 | Чемпіонат Європи  | 5-й   | Напівлегка вага (66 кг) |
| 2002 | Чемпіонат Європи  | 3-й   | Напівлегка вага (66 кг) |
| 2001 | Чемпіонат світу   | 2-й   | Напівлегка вага (66 кг) |
| 1999 | Літня Універсіада | 2-й   | Напівлегка вага (66 кг) |